# Världscupen i alpin skidåkning 2004/2005
Världscupen i alpin skidåkning 2004/2005 startade 23 oktober 2004 i Sölden i Österrike och avslutades 13 mars 2005 i Lenzerheide i Schweiz. Anja Pärson, Sverige vann den totala världscupen för damer endast 3 poäng före Janica Kostelić, Kroatien. På herrsidan vann Bode Miller, USA.

## Tävlingskalender

### Herrar

#### Störtlopp
| Datum            | Ort                               | Etta                           | Tvåa                           | Trea                           |
| ---------------- | --------------------------------- | ------------------------------ | ------------------------------ | ------------------------------ |
| 27 november 2004 | Lake Louise (Kanada)              | Bode Miller (USA)              | Antoine Dénériaz (Frankrike)   | Michael Walchhofer (Österrike) |
| 3 december 2004  | Beaver Creek (USA)                | Bode Miller (USA)              | Daron Rahlves (USA)            | Michael Walchhofer (Österrike) |
| 11 december 2004 | Val d’Isère (Frankrike)           | Werner Franz (Österrike)       | Marco Büchel (Liechtenstein)   | Michael Walchhofer (Österrike) |
| 18 december 2004 | Val Gardena (Italien)             | Max Rauffer (Tyskland)         | Jürg Grünenfelder (Schweiz)    | Hans Grugger (Österrike)       |
| 29 december 2004 | Bormio (Italien)                  | Hans Grugger (Österrike)       | Michael Walchhofer (Österrike) | Fritz Strobl (Österrike)       |
| 8 januari 2005   | Chamonix (Frankrike)              | Hans Grugger (Österrike)       | Kristian Ghedina (Italien)     | Michael Walchhofer (Österrike) |
| 15 januari 2005  | Wengen (Schweiz)                  | Michael Walchhofer (Österrike) | Christoph Gruber (Österrike)   | Bode Miller (USA)              |
| 18 februari 2005 | Garmisch-Partenkirchen (Tyskland) | Michael Walchhofer (Österrike) | Hermann Maier (Österrike)      | Bode Miller (USA)              |
| 19 februari 2005 | Garmisch-Partenkirchen (Tyskland) | Michael Walchhofer (Österrike) | Mario Scheiber (Österrike)     | Fritz Strobl (Österrike)       |
| 5 mars 2005      | Kvitfjell (Norge)                 | Hermann Maier (Österrike)      | Mario Scheiber (Österrike)     | Ambrosi Hoffmann (Schweiz)     |
| 10 mars 2005     | Lenzerheide (Schweiz)             | Lasse Kjus (Norge)             | Bode Miller (USA)              | Fritz Strobl (Österrike)       |

#### Super-G
| Datum            | Ort                               | Etta                                  | Tvåa                      | Trea                           |
| ---------------- | --------------------------------- | ------------------------------------- | ------------------------- | ------------------------------ |
| 28 november 2004 | Lake Louise (Kanada)              | Bode Miller (USA)                     | Hermann Maier (Österrike) | Michael Walchhofer (Österrike) |
| 2 december 2004  | Beaver Creek (USA)                | Stephan Görgl (Österrike)             | Bode Miller (USA)         | Mario Scheiber (Österrike)     |
| 17 december 2004 | Val Gardena (Italien)             | Michael Walchhofer (Österrike)        | Hermann Maier (Österrike) | Benjamin Raich (Österrike)     |
| 24 januari 2005  | Kitzbühel (Österrike)             | Hermann Maier (Österrike)             | Daron Rahlves (USA)       | Fritz Strobl (Österrike)       |
| 20 februari 2005 | Garmisch-Partenkirchen (Tyskland) | Christoph Gruber (Österrike)          | Didier Défago (Schweiz)   | François Bourque (Kanada)      |
| 6 mars 2005      | Kvitfjell (Norge)                 | Hermann Maier (Österrike)             | Didier Défago (Schweiz)   | Daron Rahlves (USA)            |
| 11 mars 2005     | Lenzerheide (Schweiz)             | Bode Miller (USA) Daron Rahlves (USA) |                           | Stephan Görgl (Österrike)      |

#### Storslalom
| Datum            | Ort                       | Etta                            | Tvåa                            | Trea                                             |
| ---------------- | ------------------------- | ------------------------------- | ------------------------------- | ------------------------------------------------ |
| 24 oktober 2004  | Sölden (Österrike)        | Bode Miller (USA)               | Massimiliano Blardone (Italien) | Kalle Palander (Finland)                         |
| 4 december 2004  | Beaver Creek (USA)        | Lasse Kjus (Norge)              | Hermann Maier (Österrike)       | Benjamin Raich (Österrike)                       |
| 12 december 2004 | Val d’Isère (Frankrike)   | Bode Miller (USA)               | Lasse Kjus (Norge)              | Hermann Maier (Österrike)                        |
| 19 december 2004 | Alta Badia (Italien)      | Thomas Grandi (Kanada)          | Benjamin Raich (Österrike)      | Didier Cuche (Schweiz) Hermann Maier (Österrike) |
| 21 december 2004 | Flachau (Österrike)       | Thomas Grandi (Kanada)          | Didier Cuche (Schweiz)          | Bode Miller (USA)                                |
| 11 januari 2005  | Adelboden (Schweiz)       | Massimiliano Blardone (Italien) | Bode Miller (USA)               | Kalle Palander (Finland)                         |
| 26 februari 2005 | Kranjska Gora (Slovenien) | Benjamin Raich (Österrike)      | Hermann Maier (Österrike)       | Kalle Palander (Finland)                         |
| 12 mars 2005     | Lenzerheide (Schweiz)     | Stephan Görgl (Österrike)       | Bode Miller (USA)               | Benjamin Raich (Österrike)                       |

#### Slalom
| Datum            | Ort                       | Etta                        | Tvåa                           | Trea                           |
| ---------------- | ------------------------- | --------------------------- | ------------------------------ | ------------------------------ |
| 5 december 2004  | Beaver Creek (USA)        | Benjamin Raich (Österrike)  | Giorgio Rocca (Italien)        | Rainer Schönfelder (Österrike) |
| 13 december 2004 | Sestriere (Italien)       | Bode Miller (USA)           | Silvan Zurbriggen (Schweiz)    | Kalle Palander (Finland)       |
| 22 december 2004 | Flachau (Österrike)       | Giorgio Rocca (Italien)     | Rainer Schönfelder (Österrike) | Alois Vogl (Tyskland)          |
| 9 januari 2005   | Chamonix (Frankrike)      | Giorgio Rocca (Italien)     | Benjamin Raich (Österrike)     | Markus Larsson (Sverige)       |
| 16 januari 2005  | Wengen (Schweiz)          | Alois Vogl (Tyskland)       | Ivica Kostelić (Kroatien)      | Benjamin Raich (Österrike)     |
| 23 januari 2005  | Kitzbühel (Österrike)     | Manfred Pranger (Österrike) | Mario Matt (Österrike)         | Ivica Kostelić (Kroatien)      |
| 25 januari 2005  | Schladming (Österrike)    | Manfred Pranger (Österrike) | Benjamin Raich (Österrike)     | André Myhrer (Sverige)         |
| 27 februari 2005 | Kranjska Gora (Slovenien) | Giorgio Rocca (Italien)     | André Myhrer (Sverige)         | Benjamin Raich (Österrike)     |
| 13 mars 2005     | Lenzerheide (Schweiz)     | Mario Matt (Österrike)      | Alois Vogl (Tyskland)          | Rainer Schönfelder (Österrike) |

#### Alpin kombination
| Datum           | Ort              | Etta                       | Tvåa               | Trea                    |
| --------------- | ---------------- | -------------------------- | ------------------ | ----------------------- |
| 14 januari 2005 | Wengen (Schweiz) | Benjamin Raich (Österrike) | Lasse Kjus (Norge) | Didier Défago (Schweiz) |

### Damer

#### Störtlopp
| Datum            | Ort                         | Etta                             | Tvåa                         | Trea                         |
| ---------------- | --------------------------- | -------------------------------- | ---------------------------- | ---------------------------- |
| 3 december 2004  | Lake Louise (Kanada)        | Lindsey Kildow (USA)             | Carole Montillet (Frankrike) | Hilde Gerg (Tyskland)        |
| 4 december 2004  | Lake Louise (Kanada)        | Hilde Gerg (Tyskland)            | Renate Götschl (Österrike)   | Carole Montillet (Frankrike) |
| 6 januari 2005   | Santa Caterina (Italien)    | Michaela Dorfmeister (Österrike) | Lindsey Kildow (USA)         | Carole Montillet (Frankrike) |
| 7 januari 2005   | Santa Caterina (Italien)    | Ingrid Jacquemod (Frankrike)     | Renate Götschl (Österrike)   | Carole Montillet (Frankrike) |
| 15 januari 2005  | Cortina d’Ampezzo (Italien) | Renate Götschl (Österrike)       | Janica Kostelić (Kroatien)   | Lindsey Kildow (USA)         |
| 16 januari 2005  | Cortina d’Ampezzo (Italien) | Michaela Dorfmeister (Österrike) | Renate Götschl (Österrike)   | Hilde Gerg (Tyskland)        |
| 26 februari 2005 | San Sicario (Italien)       | Anja Pärson (Sverige)            | Janica Kostelić (Kroatien)   | Hilde Gerg (Tyskland)        |
| 10 mars 2005     | Lenzerheide (Schweiz)       | Renate Götschl (Österrike)       | Ingrid Jacquemod (Frankrike) | Hilde Gerg (Tyskland)        |

#### Super-G
| Datum            | Ort                         | Etta                              | Tvåa                              | Trea                                                   |
| ---------------- | --------------------------- | --------------------------------- | --------------------------------- | ------------------------------------------------------ |
| 5 december 2004  | Lake Louise (Kanada)        | Michaela Dorfmeister (Österrike)  | Renate Götschl (Österrike)        | Lindsey Kildow (USA)                                   |
| 11 december 2004 | Altenmarkt (Österrike)      | Alexandra Meissnitzer (Österrike) | Lucia Recchia (Italien)           | Tina Maze (Slovenien)                                  |
| 21 december 2004 | Sankt Moritz (Schweiz)      | Hilde Gerg (Tyskland)             | Lindsey Kildow (USA)              | Maria Riesch (Tyskland)                                |
| 12 januari 2005  | Cortina d’Ampezzo (Italien) | Renate Götschl (Österrike)        | Anja Pärson (Sverige)             | Martina Ertl (Tyskland)                                |
| 14 januari 2005  | Cortina d’Ampezzo (Italien) | Renate Götschl (Österrike)        | Lindsey Kildow (USA)              | Silvia Berger (AUT)                                    |
| 19 februari 2005 | Åre (Sverige)               | Michaela Dorfmeister (Österrike)  | Alexandra Meissnitzer (Österrike) | Lucia Recchia (Italien)                                |
| 25 februari 2005 | San Sicario (Italien)       | Anja Pärson (Sverige)             | Isolde Kostner (Italien)          | Michaela Dorfmeister (Österrike) Tina Maze (Slovenien) |
| 11 mars 2005     | Lenzerheide (Schweiz)       | Michaela Dorfmeister (Österrike)  | Marlies Schild (Österrike)        | Anja Pärson (Sverige)                                  |

#### Storslalom
| Datum            | Ort                      | Etta                        | Tvåa                       | Trea                        |
| ---------------- | ------------------------ | --------------------------- | -------------------------- | --------------------------- |
| 23 oktober 2004  | Sölden (Österrike)       | Anja Pärson (Sverige)       | Tanja Poutiainen (Finland) | María José Rienda (Spanien) |
| 26 november 2004 | Aspen (USA)              | Tanja Poutiainen (Finland)  | Anja Pärson (Sverige)      | Janica Kostelić (Kroatien)  |
| 22 december 2004 | Sankt Moritz (Schweiz)   | Tina Maze (Slovenien)       | Anja Pärson (Sverige)      | María José Rienda (Spanien) |
| 28 december 2004 | Semmering (Österrike)    | Marlies Schild (Österrike)  | Tanja Poutiainen (Finland) | Elisabeth Görgl (Österrike) |
| 8 januari 2005   | Santa Caterina (Italien) | Tina Maze (Slovenien)       | Geneviève Simard (Kanada)  | Allison Forsyth (Kanada)    |
| 22 januari 2005  | Maribor (Slovenien)      | Tina Maze (Slovenien)       | Karen Putzer (Italien)     | Martina Ertl (Tyskland)     |
| 20 februari 2005 | Åre (Sverige)            | María José Rienda (Spanien) | Nicole Hosp (Österrike)    | Anja Pärson (Sverige)       |
| 13 mars 2005     | Lenzerheide (Schweiz)    | María José Rienda (Spanien) | Tanja Poutiainen (Finland) | Nicole Hosp (Österrike)     |

#### Slalom
| Datum            | Ort                      | Etta                       | Tvåa                       | Trea                       |
| ---------------- | ------------------------ | -------------------------- | -------------------------- | -------------------------- |
| 27 november 2004 | Aspen (USA)              | Janica Kostelić (Kroatien) | Anja Pärson (Sverige)      | Tanja Poutiainen (Finland) |
| 28 november 2004 | Aspen (USA)              | Tanja Poutiainen (Finland) | Manuela Mölgg (Italien)    | Kristina Koznick (USA)     |
| 12 december 2004 | Altenmarkt (Österrike)   | Tanja Poutiainen (Finland) | Marlies Schild (Österrike) | Janica Kostelić (Kroatien) |
| 29 december 2004 | Semmering (Österrike)    | Marlies Schild (Österrike) | Janica Kostelić (Kroatien) | Tanja Poutiainen (Finland) |
| 9 januari 2005   | Santa Caterina (Italien) | Marlies Schild (Österrike) | Kristina Koznick (USA)     | Monika Bergmann (Tyskland) |
| 20 januari 2005  | Zagreb (Kroatien)        | Tanja Poutiainen (Finland) | Kristina Koznick (USA)     | Marlies Schild (Österrike) |
| 23 januari 2005  | Maribor (Slovenien)      | Anja Pärson (Sverige)      | Janica Kostelić (Kroatien) | Tanja Poutiainen (Finland) |
| 12 mars 2005     | Lenzerheide (Schweiz)    | Sarah Schleper (USA)       | Janica Kostelić (Kroatien) | Nicole Hosp (Österrike)    |

#### Alpin kombination
| Datum            | Ort                   | Etta                       | Tvåa                  | Trea                  |
| ---------------- | --------------------- | -------------------------- | --------------------- | --------------------- |
| 27 februari 2005 | San Sicario (Italien) | Janica Kostelić (Kroatien) | Anja Pärson (Sverige) | Emily Brydon (Kanada) |

## Herrar

### Slutställning
| Plats | Namn               | Land      | Poäng |
| ----- | ------------------ | --------- | ----- |
| 1     | Bode Miller        | USA       | 1648  |
| 2     | Benjamin Raich     | Österrike | 1454  |
| 3     | Hermann Maier      | Österrike | 1295  |
| 4     | Michael Walchhofer | Österrike | 1012  |
| 5     | Daron Rahlves      | USA       | 984   |

### Störtlopp
| Plats | Namn               | Land      | Poäng |
| ----- | ------------------ | --------- | ----- |
| 1     | Michael Walchhofer | Österrike | 681   |
| 2     | Bode Miller        | USA       | 618   |
| 3     | Hermann Maier      | Österrike | 451   |
| 4     | Daron Rahlves      | USA       | 444   |
| 5     | Johann Grugger     | Österrike | 418   |

### Super-G
| Plats | Namn               | Land      | Poäng |
| ----- | ------------------ | --------- | ----- |
| 1     | Bode Miller        | Österrike | 470   |
| 2     | Hermann Maier      | Österrike | 453   |
| 3     | Daron Rahlves      | USA       | 362   |
| 4     | Didier Défago      | Schweiz   | 286   |
| 5     | Michael Walchhofer | Österrike | 265   |

### Storslalom
| Plats | Namn                  | Land      | Poäng |
| ----- | --------------------- | --------- | ----- |
| 1     | Benjamin Raich        | Österrike | 423   |
| 2     | Bode Miller           | USA       | 420   |
| 3     | Thomas Grandi         | Kanada    | 366   |
| 4     | Hermann Maier         | Österrike | 362   |
| 5     | Massimiliano Blardone | Italien   | 345   |

### Slalom
| Plats | Namn               | Land      | Poäng |
| ----- | ------------------ | --------- | ----- |
| 1     | Benjamin Raich     | Österrike | 423   |
| 2     | Rainer Schönfelder | Österrike | 420   |
| 3     | Manfred Pranger    | Österrike | 366   |
| 4     | Giorgio Rocca      | Italien   | 362   |
| 5     | Alois Vogl         | Tyskland  | 345   |

## Damer

### Slutställning
| Plats | Namn                 | Land      | Poäng |
| ----- | -------------------- | --------- | ----- |
| 1     | Anja Pärson          | Sverige   | 1359  |
| 2     | Janica Kostelić      | Kroatien  | 1356  |
| 3     | Renate Götschl       | Österrike | 1164  |
| 4     | Michaela Dorfmeister | Österrike | 1122  |
| 5     | Tanja Poutiainen     | Finland   | 1039  |

### Störtlopp
| Plats | Namn                 | Land      | Poäng |
| ----- | -------------------- | --------- | ----- |
| 1     | Renate Götschl       | Österrike | 567   |
| 2     | Hilde Gerg           | Tyskland  | 495   |
| 3     | Michaela Dorfmeister | Österrike | 432   |
| 4     | Janica Kostelić      | Kroatien  | 387   |
| 5     | Lindsey Kildow       | USA       | 384   |

### Super-G
| Plats | Namn                 | Land      | Poäng |
| ----- | -------------------- | --------- | ----- |
| 1     | Michaela Dorfmeister | Österrike | 493   |
| 2     | Renate Götschl       | Österrike | 416   |
| 3     | Lindsey Kildow       | USA       | 396   |
| 4     | Anja Pärson          | Sverige   | 359   |
| 5     | Hilde Gerg           | Tyskland  | 296   |

### Storslalom
| Plats | Namn                        | Land      | Poäng |
| ----- | --------------------------- | --------- | ----- |
| 1     | Tanja Poutiainen            | Finland   | 461   |
| 2     | Anja Pärson                 | Sverige   | 410   |
| 3     | Maria José Rienda Contreras | Spanien   | 384   |
| 4     | Tina Maze                   | Slovenien | 366   |
| 5     | Geneviève Simard            | Kanada    | 241   |

### Slalom
| Plats | Namn             | Land      | Poäng |
| ----- | ---------------- | --------- | ----- |
| 1     | Tanja Poutiainen | Finland   | 570   |
| 2     | Janica Kostelić  | Kroatien  | 400   |
| 3     | Marlies Schild   | Österrike | 376   |
| 4     | Kristina Koznick | USA       | 355   |
| 5     | Sarah Schleper   | USA       | 337   |